# الحديقة الجوراسية (فلم)
الحديقة الجوراسية (بالإنجليزية: Jurassic Park) هي سلسلة أفلام أمريكية من إخراج ستيفن سبيلبرج أحد أشهر مخرجي هوليود وتدور أحداثها حول إنشاء حديقة للكائنات المنقرضة في أحد جزر كوستاريكا النائية ويتم استنساخ عدة فصائل من الديناصورات عن طريق أخذ المادة الوراثية الخاصة بها أو DNA من الحشرات المحفوظة داخل الكهرمان القديم وتدور الأحداث في الفيلم حيث يفقد زمام الأمور وتتحرر الديناصورات من محبسها لتنطلق في الجزيرة لتنشر الدمار وتستمر الأحداث في الأجزاء الخمسة على نفس المنوال.
يعتبر الفيلم الأول من أنجح الأفلام السينمائية ورصدت ميزانية كبيرة لإنتاجه بلغت 63 مليون دولار أمريكي أما الأرباح فتجاوزت حاجز المليار دولار أمريكي.

## القصة
خلال زيارة للحديقة الجوراسية التي تضم ديناصورات مستنسخة، تجبر الظروف الإدارة على قطع التيار الكهربي عن الحديقة، ليجد الزوار أنفسهم وجها لوجه أمام الديناصورات المخيفة، تحدث طفرة علمية كبيرة تمكن العلماء من الحصول على المادة الوراثية للديناصورات من الحفريات، واستخدامها لتخليق عدد كبير من الديناصورات الحقيقية، والتي توضع في حديقة كبيرة مجهزة لتكون مزارا سياحيا لمن يريد مشاهدة الكائنات المنقرضة، يقوم أحد العلماء المشاركين في التجربة بدعوة أربعة أشخاص لزيارة الحديقة الغريبة، ويحضر معه حفيديه أيضا للرحلة نفسها، ولكن خلال الرحلة الغريبة، تكتشف إدارة الحديقة أن أحد العمال قام بسرقة جنين أحد الديناصورات راغبا في تهريبه، فتضطر الإدارة لقطع التيار الكهربي عن الحديقة بأكملها للتأكد من عدم خروج الجنين،وفجأة يجد زوار الحديقة أنفسهم في مواجهة الديناصورات المخيفة وحدهم، دون أية وسيلة تساعدهم على تجنب الكائنات المرعبة.

## طاقم التمثيل
- سام نيل في دور د. ألان جرانت
- لورا ديرن في دور د. إيلي ساتلر
- جيف جولدبلوم في دور د. إيان مالكوم
- ريتشارد أتينبورو في دور جون هاموند
- بوب بيك في دور روبرت مولدون
- مارتن فيريرو في دور دونالد جينيرو
- بي دي وُنج في دور د. هنري وو
- جوزيف مازيلو في دور تيم مورفي
- أريانا ريتشاردز في دور ليكس مورفي
- صامويل جاكسون في دور راي أرنولد
- واين نايت في دور دينيس نيدري
- جيرالد آر مولِن  [لغات أخرى]‏ في دور د. هاردينج
- ميجيل ساندوفال في دور جوانيتو روستاجنو

## وصلات خارجية
- مقالات تستعمل روابط فنية بلا صلة مع ويكي بيانات
- Free ebook about Jurassic Park
- From Director Steven Spielberg: Jurassic Park archive